# Aljaksandr Andryeŭski
Aljaksandr Leanidavič Andryeŭski (in bielorusso Аляксандр Леанідавіч Андрыеўскі?, in russo Александр Леонидович Андриевский?, Aleksandr Leonidovič Andrievskij; Minsk, 10 agosto 1968) è un ex giocatore e allenatore di hockey su ghiaccio bielorusso (prima del 1992 sovietico).

## Carriera
Andryeŭski trascorse le prime sei stagioni della sua carriera con la Dinamo Minsk, squadra della sua città, tra il 1984 e il 1990, nel campionato sovietico di hockey.
Nel 1991 entrò nella Dinamo Mosca.
In quello stesso anno fu ingaggiato dai Chicago Blackhawks, selezionato complessivamente 220º nel 10º round.
Per la stagione 1992-93 fu assegnato agli Indianapolis Ice della International Hockey League prima di essere chiamato dai Blackhawks per la sua unica partita nella National Hockey League. La stagione successiva, giocò solo quattro partite per Indianapolis prima di entrare nei Kalamazoo Wings nella stessa lega. Dopo le esperienze in nord America si muove nella SM-liiga in Finlandia, unendosi all'HPK dove trascorse quattro stagioni. Trascorse le ultime quattro stagioni della sua carriera in Germania.

## Statistiche
Statistiche aggiornate a luglio 2012.

### Club
| Stagione  | Squadra                 | Stagione regolare | Stagione regolare | Stagione regolare | Stagione regolare | Stagione regolare | Stagione regolare | Playoff | Playoff | Playoff | Playoff | Playoff |
| Stagione  | Squadra                 | Lega              | P                 | G                 | A                 | Pt                | PIM               | P       | G       | A       | Pt      | PIM     |
| --------- | ----------------------- | ----------------- | ----------------- | ----------------- | ----------------- | ----------------- | ----------------- | ------- | ------- | ------- | ------- | ------- |
| 1984-1985 | Dynamo Minsk            | Russia2           | 3                 | 0                 | 0                 | 0                 | 0                 |         |         |         |         |         |
| 1985-1986 | Dynamo Minsk            | Russia2           | 11                | 3                 | 4                 | 7                 | 4                 |         |         |         |         |         |
| 1986-1987 | Dynamo Minsk            | Russia2           | 38                | 3                 | 5                 | 8                 | 39                |         |         |         |         |         |
| 1987-1988 | Dynamo Minsk            | Russia2           | 50                | 2                 | 5                 | 7                 | 20                |         |         |         |         |         |
| 1988-1989 | Dynamo Minsk            | RSL               | 7                 | 1                 | 1                 | 2                 | 2                 |         |         |         |         |         |
| 1989-1990 | Dynamo Minsk            | RSL               | 47                | 16                | 12                | 28                | 32                |         |         |         |         |         |
| 1990-1991 | Dynamo Moskva           | RSL               | 44                | 9                 | 8                 | 17                | 28                |         |         |         |         |         |
| 1991-1992 | Dynamo Moskva           | RSL               | 38                | 10                | 9                 | 19                | 20                |         |         |         |         |         |
|           | Gottéron                | NLA               | 1                 | 0                 | 0                 | 0                 | 0                 |         |         |         |         |         |
| 1992-1993 | Chicago Blackhawks      | NHL               | 1                 | 0                 | 0                 | 0                 | 0                 |         |         |         |         |         |
|           | Indianapolis Ice        | IHL               | 66                | 26                | 25                | 51                | 59                |         |         |         |         |         |
| 1993-1994 | Indianapolis Ice        | IHL               | 4                 | 0                 | 1                 | 1                 | 2                 |         |         |         |         |         |
|           | Kalamazoo Wings         | IHL               | 57                | 6                 | 22                | 28                | 58                |         |         |         |         |         |
| 1994-1995 | Tivali Minsk            | Belarus           | 14                | 12                | 8                 | 20                | 4                 |         |         |         |         |         |
|           | HPK                     | SM-liiga          | 17                | 8                 | 9                 | 17                | 18                |         |         |         |         |         |
| 1995-1996 | HPK                     | SM-liiga          | 43                | 18                | 15                | 33                | 75                | 9       | 7       | 1       | 8       | 4       |
| 1996-1997 | HPK                     | SM-liiga          | 42                | 17                | 28                | 45                | 26                | 10      | 2       | 4       | 6       | 2       |
| 1997-1998 | HPK                     | SM-liiga          | 25                | 7                 | 9                 | 16                | 22                |         |         |         |         |         |
| 1998-1999 | Bolzano                 | Italy             | 37                | 23                | 14                | 37                | 20                |         |         |         |         |         |
|           | Krefeld Pinguine        | DEL               | 13                | 5                 | 4                 | 9                 | 8                 | 4       | 0       | 1       | 1       | 6       |
| 1999-2000 | EHC Neuwied             | Germany2          | 17                | 10                | 10                | 20                | 12                |         |         |         |         |         |
|           | Revier Löwen Oberhausen | DEL               | 31                | 13                | 18                | 31                | 40                | -       | -       | -       | -       | -       |
|           |                         | Relegazione       | 12                | 3                 | 10                | 13                | 4                 | -       | -       | -       | -       | -       |
| 2000-2001 | Revier Löwen Oberhausen | DEL               | 56                | 11                | 13                | 24                | 28                | 3       | 0       | 0       | 0       | 0       |
| 2001-2002 | Khimik Voskresensk      | Russia2           | 49                | 14                | 25                | 39                | 30                |         |         |         |         |         |
| 2002-2003 | Khimik Voskresensk      | Russia2           | 35                | 7                 | 18                | 25                | 22                | 14      | 7       | 7       | 14      | 8       |
|           | Wölfe Freiburg          | Germany2          | 15                | 9                 | 4                 | 13                | 4                 | 11      | 2       | 1       | 3       | 31      |
| 2003-2004 | Gomel                   | Belarus           | 60                | 21                | 24                | 45                | 28                | 9       | 3       | 1       | 4       | 0       |
| 2004-2005 | Dynamo Minsk            | Belarus           | 40                | 8                 | 15                | 23                | 46                |         |         |         |         |         |

### Nazionale
| Stagione  | Livello | Risultati    | Risultati | Risultati | Risultati | Risultati | Risultati |
| Stagione  | Livello | Competizione | P         | G         | A         | Pt        | PIM       |
| --------- | ------- | ------------ | --------- | --------- | --------- | --------- | --------- |
| 1994-1995 | Belarus | WC C         | 4         | 1         | 1         | 2         | 6         |
| 1995-1996 | Belarus | WC B         | 7         | 4         | 6         | 10        | 6         |
| 1996-1997 | Belarus | WC B         | 7         | 5         | 7         | 12        | 8         |
| 1997-1998 | Belarus | OG           | 6         | 1         | 2         | 3         | 8         |
|           | Belarus | WC           | 6         | 1         | 3         | 4         | 12        |
| 1998-1999 | Belarus | WC           | 6         | 2         | 0         | 2         | 2         |
| 1999-2000 | Belarus | WC           | 3         | 1         | 2         | 3         | 2         |
| 2000-2001 | Belarus | WC           | 6         | 1         | 1         | 2         | 6         |
| 2001-2002 | Belarus | OG           | 9         | 0         | 0         | 0         | 4         |

## Palmarès

### Club
- SM-liiga: 1 terzo posto

 HPK: 1996-97

### Individuale
- Giocatore bielorusso dell'anno: 1

1995-96
- Campionato del mondo - Gruppo B:

1996, 1997: All-Star Team
1996: Best Forward
1996: Most Points (10)
1997: Most Points (12)
1997: Most Assists (7)